# Черкаска Валерій Володимирович
Вале́рій Володи́мирович Черка́ска (нар. 3 липня 1975, м. Харків) — український політик. Тимчасовий виконувач обов'язків голови голови Запорізької обласної державної адміністрації (24 грудня 2007 — 31 травня 2008).

## Освіта
Після закінчення в 1992 Харківського обласного училища олімпійського резерву № 1, поступив в Харківський державний економічний університет на факультет «Інформаційні системи в менеджменті», який і закінчив у 1997 році, отримавши спеціальність «інженер-економіст». У 2001 році здобув другу вищу освіту, закінчивши заочно Бердянський інститут підприємництва за спеціальністю «Менеджмент організацій. Правове забезпечення підприємницької діяльності», менеджер-юрист.

## Кар'єра
Вересень 1982 — вересень 1988 — учень Харківської середньої школи № 109.
Вересень 1988 — червень 1992 — учень Харківського обласного училища олімпійського резерву № 1, м. Харків.
Вересень 1992 — червень 1997 — студент Харківського державного економічного університету.
Травень — липень 1996 — заступник виконувача обов'язки генерального директора з економіки Акціонерного товариства «Енергодар-Агро», м. Енергодар Запорізької області.
Липень 1996 — січень 2000 — виконувач обов'язки генерального директора Акціонерного товариства «Енергодар-Агро», м. Енергодар Запорізької області.
Січень — грудень 2000 — виконувач обов'язки генерального директора Товариства з обмеженою відповідальністю (ТОВ) «ВМК-Відродження», м. Енергодар Запорізької області.
Грудень 2000 — лютий 2002 — генеральний директор ТОВ «Торгово-інвестиційний дім» Запоріжжя-Москва", м. Запоріжжя.
Лютий 2002 — червень 2002 — директор ТОВ «Укрфосфат», смт. Чернігівка Запорізької області.
Липень 2002 — травень 2003 — начальник головного управління сільського господарства і продовольства Запорізької обласної державної адміністрації. У 2002—2006 — депутат Запорізької міської ради.
24 березня 2003 — 19 січня 2004 — голова Василівської районної державної адміністрації Запорізької області.
Грудень 2003 — грудень 2006 — заступник Запорізького міського голови з питань діяльності виконавчих органів Запорізької міської ради.
Січень 2007 — 25 липня 2008 — заступник голови Запорізької обласної державної адміністрації.
З 24 грудня 2007 по 31 травня 2008 — тимчасовий виконувач обов'язків голови Запорізької обласної державної адміністрації.
31 травня 2008, після призначення виконуючим обов'язки губернатора Олександра Старуха, Валерій Черкаска знову став заступником голови ОДА. 23 липня 2009 Черкаска написав заяву про відхід з посади заступника голови ОДА.
10 жовтня 2009 був призначений главою запорізького міського штабу кандидата в президенти України Юлії Тимошенко.
З 16 листопада 2010 року — аспірант Національної академії державного управління при Президентові України.
Член Запорізького обласного союзу промисловців і підприємців «Потенціал».

## Спорт
Кандидат в майстри спорту з плавання. Сертифікований інструктор і суддя з плавання. Президент Запорізької федерації плавання.

## Родина
Дружина — Олена Пікінер, дочка начальника Бердянського морського порту, екс-заступника губернатора Запорізької області Володимира Пікінера. Виховує двох синів — Артура (2003) та Марка (2008).